# Wolfgang Levy
Wolfgang Levy est un ancien pilote de rallye automobile allemand.

## Palmarès
- Vainqueur du Rallye de l'Acropole en 1959, sur Auto Union 1000 (copilote Hans Wenscher);
- 2e du Rallye de l'Adriatique en 1958, sur DKW (copilote Kaszynski);
- 5e du Rallye Monte-Carlo en 1955, sur Volkswagen (copilote Georg Kokott) - départ de Munich;
- 6e du Rallye de l'Adriatique en 1957, sur Fiat (copilote Horst);
- 6e du Rallye de l'Adriatique en 1959, sur Auto Union 1000 (copilote Otto Linzenburg);
- 10e du Rallye de l'Acropole en 1964, sur BMW 1800TI;

Autres participations au Rallye de Monte-Carlo en 1960 et 1964, sur MC (copilote Heinz Walter).